# Sala Rovira

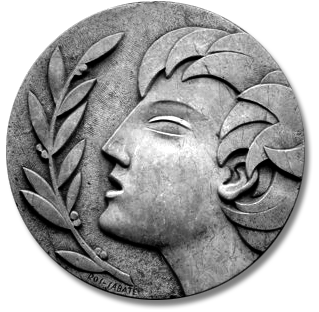
Medalló Sala Rovira

La Sala Rovira és una galeria d'art de Barcelona. Fou inaugurada el 14 de novembre de 1942 amb una exposició d'Isidre Nonell; des d'aleshores s'han anat succeint centenars d'exposicions amb un denominador comú: obra original sobre paper, de petit format (dibuix, aquarel·la, tintes, guaixos, aiguades…).
La sala està especialitzada en il·lustradors del primer terç del segle XX: Apa, Junceda, Cornet, Llaverias, Bagaria, Torner-Esquius, Gosé, Lola Anglada, Nicanor Vàzquez. A més d'il·lustradors actuals: Cesc, Carme Solé Vendrell, Joma, Fina Rifà, Francesc Rovira, Jesús Gabán, Cristina Losantos, Jordi Vila Delclòs, Montse Tobella, Maria Espluga, entre d'altres.
També s'exhibeix pintura (Tatiana, Carles Cardellà, Francesc Espriu), escultura (Rosa Serra), esmalts (Montserrat Mainar, Perote Armengol, Rosa Gelpí) i molts altres artistes.
| La Sala Rovira en números |     |
| ------------------------- | --- |
| Artistes presentats       | 520 |
| Exposicions               | 933 |

## Etapes

### 1942-1965
| Activitat Sala Rovira |     |
| --------------------- | --- |
| Exposicions           | 392 |

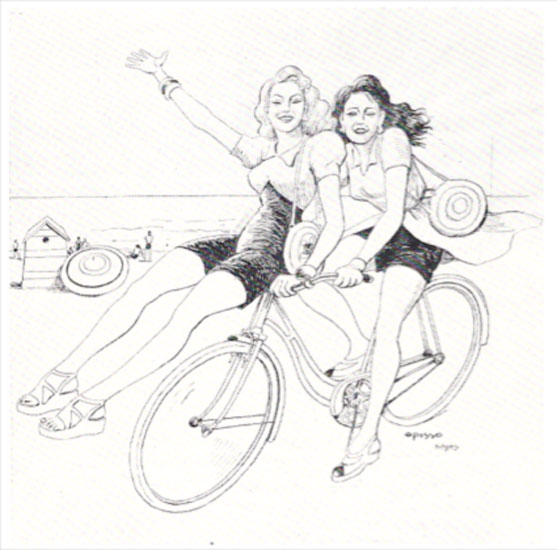
Opisso

En començar la temporada 1942-1943, obre les portes per primera vegada al públic barceloní el Salón de Arte Rovira —ben aviat va passar a anomenar-se Sala Rovira—, a la Rambla de Catalunya 62, dedicat a l'exposició i venda d'art. L'establiment gaudeix d'una tradició a la zona, ja que els seus orígens es troben a la impremta i la papereria que el seu fundador, Segimon Rovira i Bori, instal·là l'any 1927 al mateix immoble. En el transcurs de les dues primeres temporades de l'activitat expositiva, Xifré Morros actuarà com a assessor artístic de Segimon Rovira.
L'activitat de la Sala Rovira, iniciada amb la presentació d'una mostra de dibuixos d'Isidre Nonell, es concentrà al llarg dels anys en dues etapes. La primera anirà de l'any 1942 al 1965, un període en què, a més de l'exposició ja esmentada de Nonell, assoliran un gran ressò les de Ricard Opisso, Lola Anglada i Emili Grau Sala, el qual triomfarà plenament a la tardor del 1955 amb la mostra “París 1955”. Durant tota aquesta etapa i fins als anys cinquanta, les aquarel·les tindran un paper particularment destacat dins el conjunt de les exposicions realitzades per la sala (Ceferí Olivé, Frederic Lloveras, Ramon Reig, etc.).
Altres artistes que exposaran a la sala en aquesta època van ser: Gimeno, Francesc Serra, Ramon Rogent, Antoni Badrinas, Emili Grau Sala, Frederic Lloveras, Jordi Vila Rufas, Conxa Ibáñez, Clara Guillot, Antoni Muntañola o Cesc, entre d'altres.

### 1965-1980
| Activitat Sala Rovira |     |
| --------------------- | --- |
| Exposicions           | 231 |

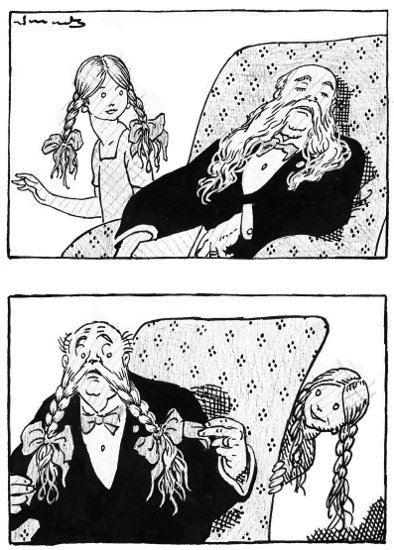
Junceda

En la segona etapa, del 1965 al 1980, coincidint amb la gestió del seu fill Antoni Rovira i Juyol i ajudat per Antoni Badrinas, les exposicions s'orientaran especialment cap al dibuix, un apartat al qual la galeria dedicarà una atenció primordial.
Dins aquest període, la sala farà dues exposicions a l'any centrades en artistes del primer quart de segle —entre les quals destacaran les dedicades a Lluís Bagaria, Xavier Gosé, Ismael Smith, Torné-Esquius, Junceda, Llaverias i Cornet—, que es compaginaran amb altres de dibuixants d'etapes més recents. El 1970, la Sala Rovira realitzarà una exposició d'homenatge a Antoni Badrinas i Escudé, que havia mort el 1969.

### 1980-2012
| Activitat Sala Rovira |     |
| --------------------- | --- |
| Exposicions           | 309 |

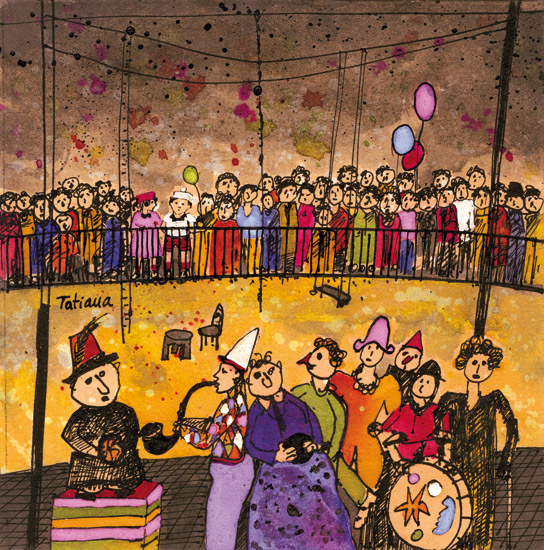
Tatiana

Des de l'any 1980, Segimon Rovira i Cambra, fill d'Antoni i net del fundador s'ha fet càrrec de la Sala, tot seguint la línia ja marcada pels seus antecessors, dona a conèixer il·lustradors actuals, relacionats amb llibres infantils i juvenils, diaris, revistes: Cesc, Carme Solé Vendrell, Joma, Fina Rifà, Francesc Rovira, Jesús Gabán, Cristina Losantos, Jordi Vila Delclòs, Montse Tobella, Maria Espluga.
El novembre de 1992 destaquem la commemoració del 50è aniversari de la Sala Rovira amb tres exposicions monogràfiques, de les tres etapes transcorregudes. Amb la col·laboració inestimable de crítics i coneixedors del món de l'art que ens han acompanyat: Josep M. Cadena, Francesc Miralles, Daniel Giralt Miracle, Josep M. Ainaud, Rafael Manzano i Claudi Puchades.
El gener de 2012 es va celebrar el 70è aniversari de la Sala Rovira tot cloent una etapa i iniciant-ne una de nova. Els responsables han deixat l'històric establiment de Rambla Catalunya després de 85 anys i tres generacions. L'actual situació ha portat a replantejar l'orientació del projecte oferint els seus serveis a través de la seva pàgina web.

### 2013
S'inicia la nova etapa a través de l'espai web salarovira.cat on s'ofereixen mostres de nous dibuixos d'autors que han exposat al llarg de la història de la sala.

### 70 anys Sala Rovira
Reproducció del text commemoratiu escrit per Josep M. Cadena en el catàleg "70 anys Sala Rovira inici i d'una nova etapa - Homenatge als nostres artistes que no podem oblidar" en la darrera exposició en l'establiment de la Rambla de Catalunya 62.
La Sala Rovira i el seu gran esforç durant 70 anys

Amb l'actual exposició la Sala Rovira dona per finalitzada una llarga i sempre positiva etapa de servei a l'activitat comercial catalana i, en especial, a l'art que genera el país. Les actuals circumstàncies, tan poc favorables a la majoria d'activitats, han aconsellat un canvi d'orientació i nous reptes. Segimon Rovira i Cambra, l'actual responsable d'una trajectòria que començà amb el seu avi Segimon i seguí amb el seu pare, Antoni, ha hagut de prendre aquesta dràstica decisió. Ell l'explica amb la seva habitual contenció, dins del dolor que li produeix. I, a més a més, ha volgut que jo, amic seu des de fa anys, com també ho sóc de la seva ben trobada família, l'acompanyi. Creu que els anys que porto dedicat a tractar periodísticament les qüestions de cultura de Catalunya em permeten de representar amb una certa dignitat tots els col·leccionistes, crítics i ciutadans que de manera individual i col·lectiva sentim el que és una veritable pèrdua. Intentaré, si més no, fer el màxim per a estar a l'alçada del que se’m demana.

He acompanyat les activitats de la Sala Rovira, tant amb presentacions com amb puntuals referències periodístiques, al llarg de cinquanta anys. No són pas tots els que ella té d'existència, però marquen un període ampli en el qual, conscient de la bona tasca que sempre ha dut a terme, m’he implicat amb les meves opinions. Perquè sempre he pensat –ho he de dir ben fort i clar– que darrere del tan necessari esperit comercial que ha existit, hi havia un esperit de ferma i tossuda catalanitat.

Primer, amb la fundació en temps de la Dictadura de Primo de Rivera; després, amb el gloriós esclat de la Generalitat republicana –hi ha testimonis gràfics sobre les diades del Llibre i reformes a la botiga–; i, acabada la guerra civil, en el començament d'una llarga travessia pel desert de la dictadura franquista. Un llarg enfilall d'exposicions, que començà amb una de dedicada als dibuixos d'Isidre Nonell, que, malgrat no aconseguir ni una venda, fou l'esperó per a seguir, amb constància i sense cap mena de defalliment, al llarg de setanta anys, de portes obertes als artistes que hi han exposat i a la ciutadania que de cap manera no volia perdre la identitat catalana. Així, a la Sala Rovira, amb respecte a col·legues d'altres llocs, sempre han trobat comprensió i ajut, quan s'ha necessitat, abans i ara, dins de l'actual democràcia. El dibuix català, base fonamental de l'art plàstic en general i moltes vegades memòria entre nosaltres d'una trajectòria que ens van voler fer oblidar, sempre ha trobat a Sala Rovira un lloc preferent. I ara, quan dedica aquesta darrera exposició al local de Rambla de Catalunya 62 –que ha fet emblemàtic– a un seguit d'artistes desapareguts, amb els quals també ret homenatge als qui feliçment encara són vius, cal recordar-ho. Les persones passem, però els exemples queden, i en aquest període de general ensulsiada, que en diem crisi, la trajectòria de la Sala Rovira ens ha de servir per a reaccionar i ésser de nou forts.

Josep M. Cadena

Barcelona, gener 2012